# Misaki Emura
Misaki Emura (født 1998) er en japansk kvindelig fægter, der specialiserer sig i sabel.
Hun repræsenterede Japan under Sommer-OL 2020 i Tokyo, hvor hun blev udslået i ottendedelsfinalen.
Ved de Olympiske Lege i Paris i 2024 udpegede den japanske olympiske komité Emura og breakdanseren Shigekix som den nationale delegations fanebærere.
Hun repræsenterede Japan ved sommer-OL 2024 i Paris, hvor hun vandt bronze i holdkonkurrencen.